# アングル (肌着メーカー)
アングル株式会社（あんぐる、英称：Angle Co., Ltd. ）は、かつて大阪府柏原市に本社を置いていた高級肌着の企画・製造・販売の企業である。現在は、フジボウアパレルのブランド名。

## 概要
白髪染めヘアカラー「パオン」で知られる山発産業の創業者、山本発次郎（初代）が、1894年（明治27年）に、大阪にてメリヤスの製造卸をおこなう「山発商店」を開く。
創業当初より、麻製の肌着・下着で定評を持つと共に、1953年（昭和28年）には同社の基幹ブランド「アサメリー」の名で、販売を展開すると共に、関西を中心にその名を知られた。1963年、アングルに商号変更。
1980年代中期以降、低価格による海外からの製品に流入により、採算が悪化。2002年（平成14年）に御幸毛織の傘下に入ると共に、社名をアングル・ミユキ株式会社に改名。また生産縮小に伴い、子会社工場の売却等を余儀なくされた。
2012年（平成24年）より富士紡ホールディングスの傘下企業となり、再び社名をアングル株式会社に戻している。
本場・大阪では老舗の下着・肌着メーカーとして知られており、かつては皇室が顧客にいた。
2020年（令和2年）に株式会社フジボウアパレルが吸収合併し、企業としては126年の歴史に幕を下ろすが、アングルの名としてのブランドは残っている。

## 沿革
- 1894年（明治27年） - 大阪・安土町にて山本発次郎商店を創業。
- 1931年（昭和6年） - 法人組織に変更、株式会社山発商店を設立。
- 1946年（昭和21年） - 柏原市に柏原工場を新設。
- 1953年（昭和28年） - 同社ブランド「アサメリー」を創設。
- 1963年（昭和38年） - アングル株式会社に商号変更。
- 1989年（平成元年） - 本社ビル竣工。
- 2001年（平成13年） - 本社を船場センタービル内の大阪店に移転。
- 2002年（平成14年） - 御幸グループの傘下に入る。
- 2003年（平成15年） - アングル・ミユキ株式会社に商号変更。
- 2004年（平成16年） - 本社・大阪店を堺筋本町に移転。新感覚のメンズインナー「N-One（エヌワン）」発売。
- 2006年（平成18年） - 配送センターを柏原工場に集約。メンズインナー「ピエール・カルダン」、レディースインナー「ショーズ・シュシュ」発売。
- 2007年（平成19年） - レディースインナー「エクラヴィフ」発売。
- 2010年（平成22年） - 本社・大阪店を柏原工場内に移転。
- 2012年（平成24年） - 富士紡ホールディングス傘下に入り、再度社名をアングル株式会社に変更する。
- 2020年（令和2年） - 株式会社フジボウアパレルがアングル株式会社を吸収合併。

## 商品
- 「アサメリー」
- 「エアメリー」
- 「REGAL」
- 「N-One（エヌ・ワン）」
- 「ミラ・ショーン」
- 「ピエール・カルダン」
- 「PAUL&JOE」
- 「PAUL&JOE SISTER」

他

## スポンサー番組（全て過去）
- 野生の王国（毎日放送制作・TBS系全国ネット）※1980年代中期からスポンサーとして参加。提供クレジットはアングルだった。
- 水曜スペシャル（テレビ朝日系列）※提供クレジットはアングルだった。

テレビでの提供はないが、2012年以降、新聞で広告活動を行っている。